# Primula knuthiana
Primula knuthiana är en viveväxtart som beskrevs av Ferdinand Albin Pax. Primula knuthiana ingår i släktet vivor, och familjen viveväxter. Inga underarter finns listade i Catalogue of Life.